# بالیاند
بالیاند (ترکی آذربایجانی: Balyand) یک منطقهٔ مسکونی در جمهوری آرتساخ است که در استان هادروت واقع شده‌است.